# Euhesma collaris
Euhesma collaris är en biart som beskrevs av Exley 2004. Euhesma collaris ingår i släktet Euhesma och familjen korttungebin. Inga underarter finns listade i Catalogue of Life.